# إيثان مورو
إيثان مورو هو لاعب هوكي الجليد كندي، ولد في 22 سبتمبر 1975 في هانتسفيل في كندا.

## وصلات خارجية
- إيثان مورو على موقع دوري الهوكي الوطني (الإنجليزية)
- إيثان مورو على موقع قاعة مشاهير الهوكي (لاعب أن.إتش.أل) (الإنجليزية)
- إيثان مورو على موقع EliteProspects.com (الإنجليزية)
- إيثان مورو على موقع Eurohockey.com (الإنجليزية)
- إيثان مورو على موقع HockeyDB.com (الإنجليزية)
- إيثان مورو على موقع Hockey-Reference.com (الإنجليزية)